# 泉珠里
泉 珠里（いずみ じゅり）は千葉県松戸市出身の歌手。2005年にデビュー。

## 略歴
2005年（平成17年）に『夢蘭ルージュ C/W ラストレター』徳間ジャパンコミュニケーションズよりCDリリース。
2012年デビュー７周年記念ディナーショー開催。

## 代表曲
- 夢蘭ルージュ

## 番組出演（ネット配信含む）
- 服部浩子・竹島宏の歌謡サロン 演歌がええじゃん（千葉テレビ）
- ミッキー安川の朝まで勝負（ラジオ日本）

## 外部サイト
- 泉珠里 (@megonjakneconya) - X（旧Twitter）

| スタブアイコン | サブスタブ | この項目は、まだ閲覧者の調べものの参照としては役立たない、歌手に関連した書きかけの項目です。この項目を加筆・訂正などしてくださる協力者を求めています（P:音楽/PJ:芸能人）。 |